# Столетов, Всеволод Николаевич
Все́волод Никола́евич Столе́тов (20 декабря 1906 года (2 января 1907 года), дер. Леоново, Владимирская губерния, Российская империя, — 8 декабря 1989 года, г. Москва, РСФСР, СССР) — советский государственный деятель и учёный-биолог. Министр высшего образования СССР (1951—53 гг.), Министр высшего и среднего специального образования РСФСР (1959—72 гг.), действительный член (1968) и президент АПН СССР (1972—81 гг.).

## Биография
Член ВКП(б) с 1940 года. В 1931 году окончил МСХА имени К. А. Тимирязева.
- 1924—1926 гг. — преподаватель, секретарь ликбеза волостного отдела политико-просветительной работы, ст. Петушки,
- 1926—1929 гг. — курьер, технический секретарь научного журнала «Пути сельского хозяйства»,
- 1929—1938 гг. — ответственный секретарь, рабочий редактор редакции журнала «Социалистическая реконструкция сельского хозяйства»,
- 1938—1939 гг. — редактор журнала «Советское хлопководство». После разоблачительной статьи В. Н. Столетова «О вражеской науке», опубликованной в «Правде», старейший агроном страны, знаток земель юго-востока академик Н. М. Тулайков вместе с Г. К. Мейстером был расстрелян в Саратовской тюрьме[1],
- 1939—1941 гг. — помощник президента ВАСХНИЛ, поддерживал Т. Д. Лысенко
- 1941—1948 гг. — учёный секретарь, заместитель директора Института генетики АН СССР по научной работе;
- 1948—1950 гг. — директор Московской сельскохозяйственной академии,
- 1950—1951 гг. — заместитель министра сельского хозяйства СССР,
- 1951—1953 гг. — министр высшего образования СССР,
- 1953—1954 гг. — заместитель министра культуры СССР,
- 1954—1959 гг. — первый заместитель министра высшего образования СССР,
- 1959—1971 гг. — министр высшего и среднего специального образования РСФСР,
- 1971—1981 гг. — президент Академии педагогических наук СССР. В педагогике В. Н. Столетов выступал с консервативных позиций, отстаивая первичность социальных факторов по отношению к врождённым, и в то же время был известен тем, что оказывал содействие педагогам-новаторам (в частности, о нём с благодарностью писал в своих воспоминаниях С. Л. Соловейчик[2]),
- 1975—1984 гг. — председатель президиума Советского общества по культурным связям с соотечественниками за рубежом (общество «Родина»).

С мая 1981 года — персональный пенсионер союзного значения.
Кандидат в члены ЦК КПСС (1952—1956).
Умер 8 декабря 1989 года. По завещанию был похоронен в деревне Леоново Петушинского района Владимирской области.

## Основные работы
Книги
- Столетов В. Н. Путь выдающегося агробиолога: к 50-летию со дня рождения акад. Т. Д. Лысенко, Воронеж, 1948 г. 48 с.
- Столетов В. Н. Внутривидовые превращения и их характер / проф. В. Н. Столетов. — Москва : Сов. наука, 1957. — 696 с. : ил.; 27 см.
- Столетов В. Н. Становление личности. М., 1987.
- Столетов В. Н. Почему растение имеет зелёную окраску. — Москва : Сельхозгиз, 1945 (тип. «Кр. пролетарий»). — 36 с. : ил.; 20 см. — (Научно-просветительная библиотека).
- Столетов В. Н. Начальные основы мичуринской биологии. — 2-е изд. — [Москва] : Изд. и тип. изд-ва «Моск. рабочий», 1949. — 56 с.;
- Столетов В. Н. Ленинские заветы о необходимости овладения знаниями . — Москва : [б. и.], 1974. — 35 с.; 21 см. — (Доклад/ ЦК ВЛКСМ. АН СССР. Акад. обществ. наук при ЦК КПСС… Всесоюз. науч. конф. «Ленин и молодежь», посвящ. 50-летию присвоения комсомолу имени В. И. Ленина. Июнь, 1974 г
- Столетов В. Н. Естественно-научное образование в школе. — Москва : [б. и.], 1971. — 21 с.; 20 см. — (Материалы к Научной конф. учёных-педагогов социалистических стран/ Акад. пед. наук СССР; 2)
- Die Agrobiologie / W. N. Stoletow. — Berlin : Deutscher Bauernverl., 1952. — 31 с.; 20 см. — (Grosse Sowjet-Enzyklopädie. Reihe Biologie und Agrarwissenschaft; 1)

Статьи
- Столетов В. Н. Диалектический материализм и мичуринская биология // Вопросы марксистско-ленинской философии. М., 1950;

## Награды и премии
- четыре ордена Ленина (27.10.1949; 15.09.1961; 14.01.1967; 20.12.1976)
- орден Октябрьской Революции (09.09.1971)
- орден Трудового Красного Знамени (22.12.1956)
- орден Дружбы народов (19.12.1986)
- орден «Знак Почёта» (10.06.1945)
- медали